# Ovaginella tenisoni
Ovaginella tenisoni is een slakkensoort uit de familie van de Marginellidae. De wetenschappelijke naam van de soort is voor het eerst geldig gepubliceerd in 1900 door Pritchard.